# Большие Вележи
Большие Вележи (мар. Кугу Велыж) — деревня в Звениговском районе Республики Марий Эл. Входит в состав Кужмарского сельского поселения.

## География
Находится в южной части республики Марий Эл на расстоянии приблизительно 22 км по прямой на север от районного центра города Звенигово.

## История
Упоминается с 1859 года как казённая деревня с 26 дворами и 149 жителями. Позднее жителей было 196 (1897 год), 265 (1922 год), 405 (1939). В советское время работали колхозы «Великий путь» и им. Калинина. До 1980-х годов существовала отдельная деревня Малые Вележи, вошедшая в состав деревни Большие Велижи.

## Население
Население составляло 126 человек (мари 81 %) в 2002 году, 136 в 2010.